# Per Kirkeby
Per Kirkeby (født 1. september 1938 i København, død 9. maj 2018) var en dansk kunstmaler, digter, filmmager, grafiker, billedhugger og geolog.
I 1957 begyndte Per Kirkeby at læse geologi på Københavns Universitet. 1964 blev han kandidat med speciale i arktisk kvartærgeologi.

## Kunstnerisk karriere
Fra 1962 til 1965 besøgte han Eks-skolen i København. Her beskæftigede han sig med mange udtryksformer - især raderingen. Internationalt er Kirkeby mest kendt for abstrakte malerier i storformat og kulisseagtige murstensskulpturer, som findes i mange danske og tyske byer. Han var flere gange repræsenteret på Biennalen i Venedig og på Documenta-udstillingerne i Kassel.
Han udsmykkede loftet i Den Sorte Diamant, den ene rotunde på Geologisk Museum, lavede bronzeskulpturer til Operaen i København og Forbundsrådets bygning i Berlin.
Desuden udgav han film, digte og romaner.
Per Kirkeby var medlem af Det Danske Akademi fra 1982. 1997 blev han Ridder af Dannebrog og modtog i 2001 Ingenio et arti.
I 2018 donerede Kirkeby sit omfattende arkiv til Museum Jorn i Silkeborg, efter en del af arkivet havde været på ARoS i Aarhus. Kirkeby så altid op til Asger Jorn, og det var naturligt for ham at få samlet sit arkiv på museet for Jorn. Per Kirkeby døde den 9. maj 2018.
Som et af sine sidste værker har Kirkeby tegnet et mausoleum til sin ven John Hunov, som ligger begravet på Frederiksberg Ældre Kirkegård. Mausoleet blev opført 2018-2019.

## Udstillinger
- Per Kirkeby: Retrospektiv på Louisiana Museum of Modern Art, Humlebæk 2008
- Per Kirkeby. Bronze. Kaltnadel. Holz. på Staatliche Graphische Sammlung, Pinakothek der Moderne, München 2014
- Per Kirkeby komplet. Det raderede livsværk på Museum Jorn, Silkeborg 2015
- Kirkeby på Læsø - om Læsø i Per Kirkebys kunst, Læsø Kunsthal, Østerby 2016

## Filmografi
- Film af Kirkeby
  - Dyrehaven, den romantiske skov - dokumentarfilm fra 1970 instrueret af Per Kirkeby og Jørgen Leth
  - Geologi - er det egentlig videnskab? fra 1980

- Film om Kirkeby
  - Per Kirkeby - Vinterbillede film om Kirkeby fra 1996
  - Mand falder. Dokumentarfilm af Anne Wivel fra 2015 om Per Kirkebys kamp med en hjerneskade efter et fald ned ad en trappe.